# 김태환 (1976년)
김태환(1976년 8월 8일 ~ )은 대한민국의 무술 겸 배우이다. 다른 이름은 이성호로 바뀌었으며, 1984년 영화계에 데뷔한 뒤부터 대중적으로 활약했다.

## 영화 작품

### 출연
- 2018년 《사탄: 휴게소 - 감독판》
- 2015년 《쎄시봉》
- 2014년 《신의 선물》
- 2012년 《비정한 도시》, 《가문의 귀환》
- 2010년 《무법자》, 《링크》, 《의형제》, 《포화 속으로》
- 2009년 《부산》, 《비상》, 《슬픔보다 더 슬픈 이야기》, 《애자》
- 2008년 《소년은 울지 않는다》
- 2007년 《살결》, 《마을금고 연쇄습격사건》, 《못말리는 결혼》, 《수》
- 2006년 《플라이 대디》, 《가문의 부활 3》, 《썬데이 서울》, 《투사부일체》
- 2005년 《태풍》, 《강력3반》, 《가문의 위기》, 《동상이몽》, 《공공의 적 2》
- 2003년 《마법경찰 갈갈이와 옥동자》
- 2002년 《철없는 아내와 파란만장한 남편 그리고 태권소녀》, 《해적, 디스코왕 되다》, 《재밌는 영화》, 《공공의 적》, 《싸울아비》
- 2001년 《신라의 달밤》
- 1999년 《태양은 없다》, 《주유소 습격 사건》, 《쉬리》
- 1994년 《혼자뜨는 달》, 《애마부인 10》
- 1984년 《무릎과 무릎 사이》

### 기타
무술팀
- 2011년 《수상한 고객들》, 《조선명탐정: 각시투구꽃의 비밀》
- 2010년 《의형제》, 《포화 속으로》, 《아빠가 여자를 좋아해》
- 2009년 《비상》, 《불꽃처럼 나비처럼》, 《시크릿》, 《해운대》, 《7급 공무원》
- 2008년 《1724 기방난동사건》, 《영화는 영화다》
- 2007년 《바르게 살자》, 《뷰티풀 선데이》, 《화려한 휴가》, 《오래된 정원》, 《수》, 《마강호텔》
- 2006년 《거룩한 계보》, 《플라이 대디》, 《폭력써클》, 《구타유발자들》, 《비열한 거리》, 《해바라기》, 《청춘만화》, 《로망스》, 《조폭 마누라 3》, 《썬데이 서울》
- 2005년 《댄서의 순정》, 《웰컴 투 동막골》, 《천군》
- 2003년 《황산벌》, 《청풍명월》, 《내츄럴 시티》
- 2002년 《광복절 특사》

무술연기자
- 2002년 《4발가락》

스턴트
- 2009년 《핸드폰》
- 2005년 《새드무비》, 《분홍신》
- 2002년 《품행제로》

무술감독
- 2006년 《전설의 고향》

기타
- 2011년 《의종병기 활》

### 방송
- 2019년 SBS 《수상한 장모》
- 2017년 MBC 《돈꽃》
- 2014년 OCN 《리셋》
- 2009년 KBS2 《아이리스》
- 2002년 MBC 《위기의 남자》
- 2000년 SBS 《불꽃》